# Ханна (Люблинское воеводство)
Ханна (пол. Hanna) — деревня в Влодавском повете Люблинского воеводства Польши. Административный центр гмины Ханна. Находится примерно в 20 км к северу от центра города Влодава. По данным переписи 2011 года, в деревне проживало 719 человек.
В 1975—1998 годах деревня входила в состав Бяльскоподляского воеводства.

## Население
Демографическая структура по состоянию на 31 марта 2011 года:
|         | Всего | До трудоспособного возраста | Трудоспособного возраста | Старше трудоспособного возраста |
| ------- | ----- | --------------------------- | ------------------------ | ------------------------------- |
| Мужчины | 361   | 81                          | 246                      | 34                              |
| Женщины | 358   | 65                          | 212                      | 81                              |
| Всего   | 719   | 146                         | 458                      | 115                             |